# Abd-ar-Raixid (nom)
Abd-ar-Raixid és un nom masculí teòfor àrab islàmic (àrab: عبد الرشيد, ʿAbd ar-Raxīd) que literalment significa «Servidor del Ben Dirigit», essent «el Ben Dirigit» un dels epítets de Déu. Si bé Abd-ar-Raixid és la transcripció normativa en català del nom en àrab clàssic, també se'l pot trobar transcrit Abdul Rashid... normalment per influència de la pronunciació dialectal o seguint altres criteris de transliteració. Com a teòfor, també el duen molts musulmans no arabòfons que l'han adaptat a les característiques fòniques i gràfiques de la seva llengua.
Vegeu aquí personatges i llocs que duen aquest nom.